# 二階堂時綱
二階堂 時綱（にかいどう ときつな）は、鎌倉時代後期から南北朝時代にかけての武士。鎌倉将軍府（後の鎌倉府）及び室町幕府初代政所執事。

## 生涯
二階堂盛綱の子。応長元年（1311年）に出家し、法名は行諲。当初は鎌倉幕府で評定衆を務め、元弘3年（1333年）に建武の新政下で鎌倉将軍府（後の鎌倉府）政所執事に補任されたのをはじめ、室町幕府では康永3年/興国5年（1344年）引付方を務め、貞和2年/正平元年（1346年）、貞和4年（1348）、観応元年（1350）の4度にわたって政所執事に再任された。観応の擾乱では足利直義に与した。
娘は佐々木道誉の正室であり、時綱は佐々木道誉の義父である

。